# Нація Біженців

Прапор біженців Яри Саїд

Нація Біженців — пропозиція 2015 року створити нову націю для добровільного переселення світової спільноти біженців заради вирішення кризи. За даними ООН у світі налічується близько 60 мільйонів біженців та внутрішньо переміщених осіб.

## Пропозиція
Нація біженців була започаткована в червні 2015 року Джейсоном Бузі та отримала широке висвітлення у ЗМІ в липні 2015 року, починаючи зі статті у The Washington Post.
У своїй пропозиції Бузі пропонує ряд альтернатив для створення нації біженців. До них належать:
1. Купівля незаселених островів в таких країн як Філіппіни та Індонезія.
2. Країн із великою кількістю житлових земель, які не використовуються, що віддають або продають цю землю з метою створення нації біженців. Один із прикладів — Фінляндія.
3. Невелика острівна нація, малонаселена, погоджується стати нацією біженців. Теперішні громадяни отримали б значні фінансові вигоди.
4. Створювати в міжнародних водах нові штучні острови як батьківщину для біженців.

## Фінансування
Фінансувати Націю Біженців пропонується через уряди, неурядові організації, ООН або приватних мільярдерів. Джейсон Бузі, успішний інвестор в сфері нерухомості Агломерації Сан-Франциської затоки, раніше отримував схвальні відгуки преси як засновник мультіміського проекту 2014 року Сховані Гроші. Разом із Нацією Біженців Бузі розробив первинну пропозицію, створив присутність в мережі Інтернет (www.therefugeenation.com/) і отримав висвітлення свого плану через PR-агентство.
У жовтні 2015 року Нація Біженців розпочала кампанію краудфандингу з метою залучення мільярдів доларів на придбання землі або островів як постійного дому для біженців світу.

## Символи, запропоновані для нації
Сирійська біженка Яра Саїд створила помаранчево-чорний прапор, що нагадує рятувальні жилети середземноморських біженців, а інший біженець, Мутаз Аріан, створив гімн. Хоча Міжнародний олімпійський комітет не дозволив Збірній біженців на літніх Олімпійських іграх 2016 їх використовувати, деякі прихильники використовували прапор неофіційно.
Яра Саїд: я базувала дизайн, не вагаючись, на власному досвіді переходу моря від Туреччини до Греції в рятувальному жилеті, що виявився (як і багато інших) погано зробленим. Після переїзду до Амстердама я ознайомилася із «Кладовищем рятувальних жилетів», розташованим у Греції — смітником, що містить тисячі жилетів. Ці рятувальні жилети носили тисячі людей — матері, дочки, студенти, робітники, лікарі та діти — які всі розділили єдиний досвід переходу з небезпеки до безпеки. Зазвичай рятувальний жилет повинен захищати людей, але в цьому випадку це шкодило. Це було знаком небезпеки і вказівкою на місцезнаходження західних та східних політичних програм нашого часу. Кольори прапора — чорний та помаранчевий. Прапор має утворювати рятувальний жилет, коли той обвивають круг тіла, пропонуючи присутнім короткий момент асоціації.

## Інші відповідні пропозиції
Менш ніж через два місяці після того, як пропозиція отримала широке висвітлення у ЗМІ, єгипетський мільярдер Нагіб Савіріс запропонував придбати середземноморський острів, щоб розмістити біженців, які рятуються з сирійського конфлікту.